# Teluk Nibung
Teluk Nibung är en ort i Indonesien.   Den ligger i provinsen Sumatera Utara, i den västra delen av landet, 1 300 km nordväst om huvudstaden Jakarta. Teluk Nibung ligger 3 meter över havet och antalet invånare är 25 146.
Terrängen runt Teluk Nibung är mycket platt. Runt Teluk Nibung är det ganska tätbefolkat, med 108 invånare per kvadratkilometer. Närmaste större samhälle är Tanjungbalai, 4,2 km söder om Teluk Nibung. I omgivningarna runt Teluk Nibung växer i huvudsak städsegrön lövskog.